# Ситидрайв

Ситидрайв — российская компания — оператор каршеринга. Работает в Москве, Санкт-Петербурге, Екатеринбурге, Сочи, Ростове-на-Дону, Краснодаре и Нижнем Новгороде. По заявлению компании, по состоянию на 2025 год автопарк оператора составляет 20 тысяч автомобилей.

## История
Появилась в 2015 году под названием Youdrive. В момент основания парк компании состоял из 10 автомобилей марки Škoda. Осенью 2015 года Youdrive заключил партнёрство с Панавто, и парк пополнили 300 автомобилей Smart. Позднее в контуре компании появился сервис мобильной заправки и технического обслуживания автомобилей Pump.
В 2021 году был проведён ребрендинг — сервис поменял название на Ситидрайв и стал частью платформы городской мобильности вместе с сервисом такси Ситимобил. 
В феврале 2022 года в контуре компании появился сервис выездной заправки автомобилей Proil.
К концу 2022 года выручка «Ситидрайва» достигла почти 8 млрд руб. Во втором полугодии сервис занял 2 место на российском рынке по размеру активного парка и количеству поездок. 
В 2023 году каршеринг «Ситидрайв» запустил продажи собственных автомобилей. В этом же году компания начала работу с корпоративными клиентами во всех городах своего присутствия.

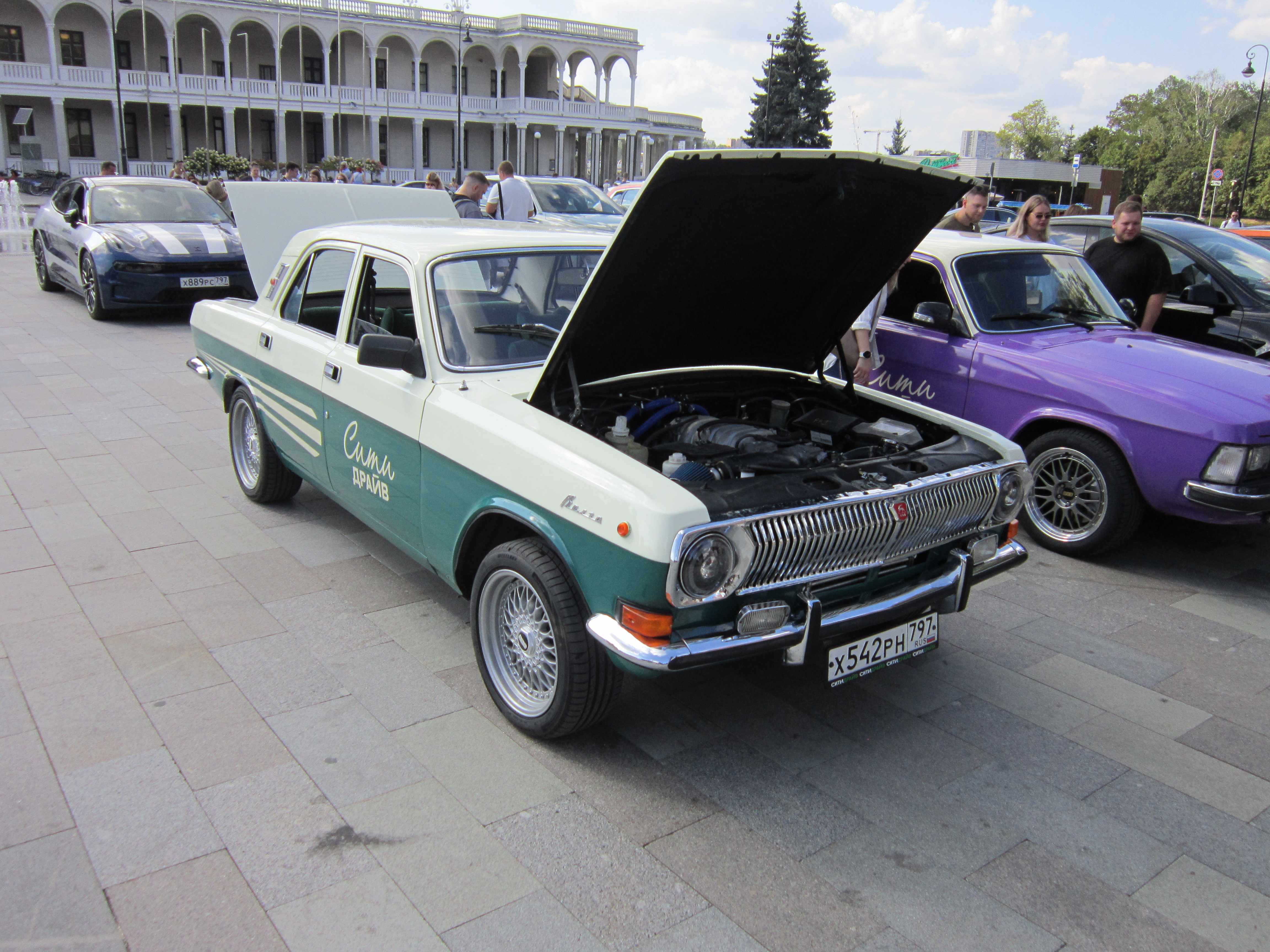
ГАЗ-24

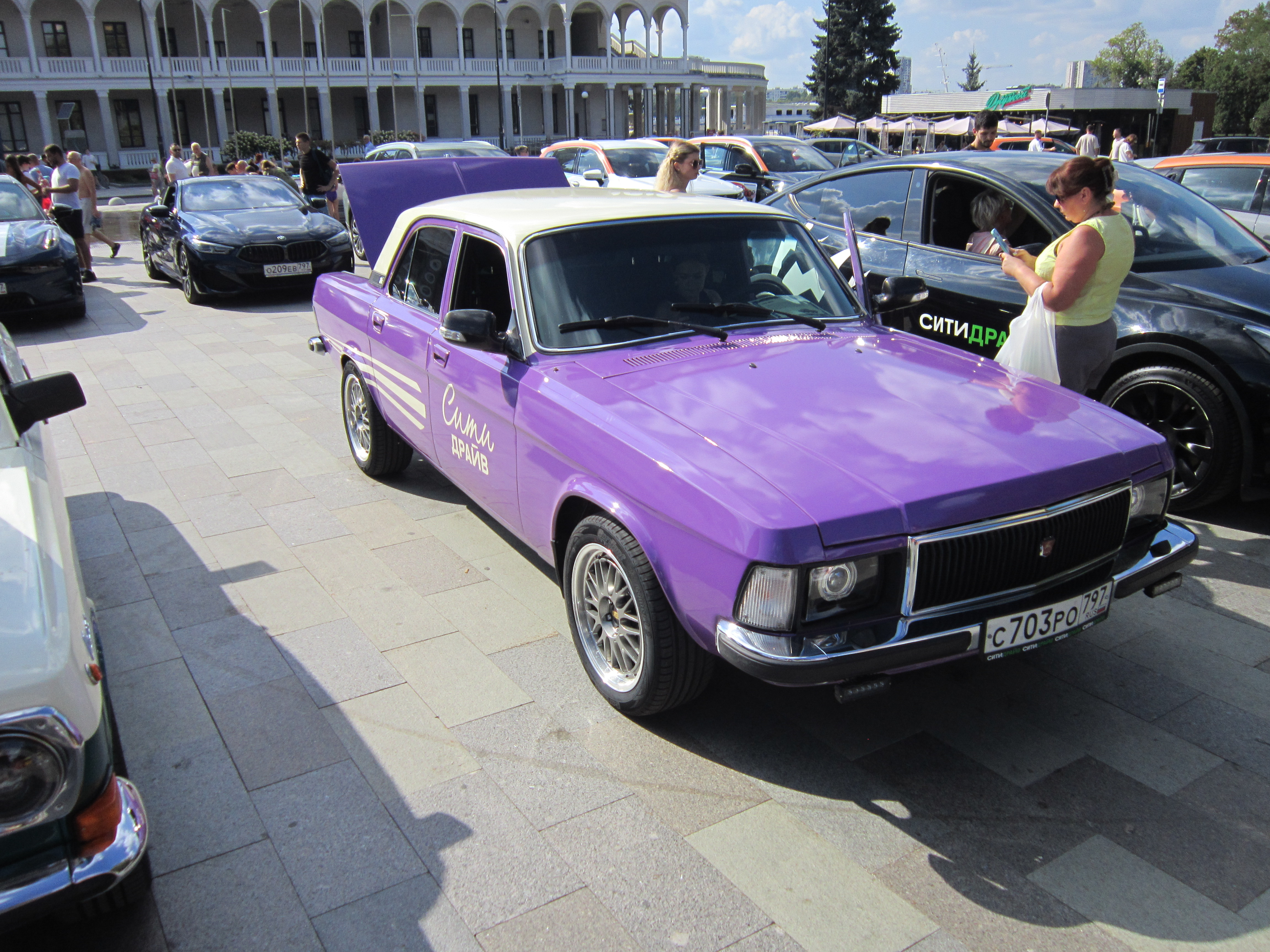
ГАЗ-3102

В 2024 году компания запустила сервис «Ситидрайв Рент», классическую аренду автомобилей. Также каршеринг разрешил аренду лицам от 18 лет без стажа. Вместе с этим, вводятся ограничения для водителей возрастом до 20 лет без стажа: невозможно арендовать автомобили класса «Премиум» (например, Audi A3, BMW X1), а также электромобили; действует повышенный коэффициент. Кроме того, в августе 2024 года, на Дне каршеринга, сервис представил две обновлённые «Волги»: ГАЗ-24 и ГАЗ-3102. Обе машины модернизированы: они получили новые двигатели Toyota, АКПП и многое другое, полностью переделаны внутри. Изначально ожидалось, что «Волги» будут доступны для аренды с сентября 2024 года, однако их запуск был перенесён на ноябрь 2024 года. ГАЗ-3102 доступна в классическом прокате, в сервисе «Ситидрайв Рент», ГАЗ-24 планируется добавить позже.
С 12 декабря 2024 стала доступна аренда грузовых авто (Sollers Atlant) в сервисе «Ситидрайв Рент».

## Описание

### Каршеринг
Ситидрайв работает через приложение, установленное на смартфоне (или через веб-приложение). Имеющиеся тарифы — поминутный, от 2 часов до 7 дней, «Фикс», абонемент, долгая аренда. Цена зависит от рейтинга пользователя в приложении, спроса, количества машин в районе, пробок, дня недели и времени суток.
По состоянию на 2025 год автопарк компании составляет более 20 тысяч автомобилей — всего 22 бренда и 51 модель авто. В каждом городе у компании свой набор машин разных классов комфортности.
Также компания предоставляет специальные машины на полностью ручном управлении и автомобили без оклейки и брендинга для длительной аренды.

### Классический прокат
Сервис классического проката «Ситидрайв Рент» доступен в Санкт-Петербурге, Сочи и Москве. Клиент может обратиться в пункт обслуживания (в Санкт-Петербурге — в аэропорту Пулково; в Сочи — в аэропорту Сочи; в Москве — на Тушинской улице, 19). Забронировать автомобиль можно онлайн или на месте. Предлагаемые машины — без оклейки, с ключом. Прокат доступен для лиц от 20 лет со стажем вождения не менее года. Уехать на автомобиле можно не дальше, чем на 2000 км от города (в Санкт-Петербурге — не дальше, чем на 2000 км от КАД). Из предлагаемых опций — расширенная страховка, детское кресло, а также возможность вписать ещё одного водителя в договор. В отличие от каршеринга, топливо и платные парковки в стоимость не включены.
В Санкт-Петербурге, при бронировании онлайн можно дополнительно заказать доставку автомобиля к нужному адресу.

## Критика
В мае 2023 года пользователи каршеринга жаловались на многочисленные сбои в работе GPS в центре Москвы. Внутри Садового кольца устройства некорректно определяли геопозицию автомобилей, а также было проблематично начать аренду в этой зоне. Компания признала сбои в работе GPS и порекомендовала объезжать центр города до устранения неполадок.